# 1972年ミュンヘンオリンピックの柔道競技
1972年ミュンヘンオリンピックの柔道競技（1972ねんミュンヘンオリンピックのじゅうどうきょうぎ）は、1972年8月31日から9月5日までの競技日程で実施された近代オリンピックの柔道である。

## 概要
1968年メキシコシティーオリンピックでは実施されなかった柔道競技であったが、1965年10月、マドリードでのIOC総会で柔道の1972年夏季オリンピックから、つまりはのちのミュンヘンオリンピックからの柔道の復活がすでに決定していた。今大会より再び正式競技に復帰した。ただし実施されたのは1964年東京オリンピックと同じ男子のみであった。6階級が実施された。今大会までは予選で一度敗れても、敗者復活戦を勝ち上がれば優勝できるシステムとなっており、中量級の関根忍、軽重量級のショータ・チョチョシビリ、無差別のウィレム・ルスカの3名がその恩恵を受けることになった。

## 競技結果
| 階級       | 金                                          | 銀                                          | 銅                                          |
| ---------- | ------------------------------------------- | ------------------------------------------- | ------------------------------------------- |
| 63kg以下級 | 川口孝夫 日本 (JPN)                         | 該当者なし                                  | キム・ヨンイク 北朝鮮 (PRK)                 |
| 63kg以下級 | 川口孝夫 日本 (JPN)                         | 該当者なし                                  | ジャン＝ジャック・ムニエル フランス (FRA)   |
| 70kg以下級 | 野村豊和 日本 (JPN)                         | アントニー・ザイコフスキー ポーランド (POL) | ディートマール・ヘトガー 東ドイツ (GDR)     |
| 70kg以下級 | 野村豊和 日本 (JPN)                         | アントニー・ザイコフスキー ポーランド (POL) | アナトリー・ノビコフ ソビエト連邦 (URS)     |
| 80kg以下級 | 関根忍 日本 (JPN)                           | 呉勝立 韓国 (KOR)                           | ジャン＝ポール・コシュ フランス (FRA)       |
| 80kg以下級 | 関根忍 日本 (JPN)                           | 呉勝立 韓国 (KOR)                           | ブライアン・ジャックス イギリス (GBR)       |
| 93kg以下級 | ショータ・チョチョシビリ ソビエト連邦 (URS) | デビッド・スターブルック イギリス (GBR)     | パウル・バルト 西ドイツ (FRG)               |
| 93kg以下級 | ショータ・チョチョシビリ ソビエト連邦 (URS) | デビッド・スターブルック イギリス (GBR)     | チアキ・イシイ ブラジル (BRA)               |
| 93kg超級   | ウィレム・ルスカ オランダ (NED)             | クラウス・グラーン 西ドイツ (FRG)           | 西村昌樹 日本 (JPN)                         |
| 93kg超級   | ウィレム・ルスカ オランダ (NED)             | クラウス・グラーン 西ドイツ (FRG)           | ギービ・オナシビリ ソビエト連邦 (URS)       |
| 無差別級   | ウィレム・ルスカ オランダ (NED)             | ビタリー・クズネツォフ ソビエト連邦 (URS)   | ジャン＝クロード・ブロンダニ フランス (FRA) |
| 無差別級   | ウィレム・ルスカ オランダ (NED)             | ビタリー・クズネツォフ ソビエト連邦 (URS)   | アンジェロ・パリジ イギリス (GBR)           |

## 各国メダル数
| 順 | 国・地域     | 金 | 銀 | 銅 | 計 |
| -- | ------------ | -- | -- | -- | -- |
| 1  | 日本         | 3  | 0  | 1  | 4  |
| 2  | オランダ     | 2  | 0  | 0  | 2  |
| 3  | ソビエト連邦 | 1  | 1  | 2  | 4  |
| 4  | イギリス     | 0  | 1  | 2  | 3  |
| 5  | 西ドイツ     | 0  | 1  | 1  | 2  |
| 6  | ポーランド   | 0  | 1  | 0  | 1  |
| 6  | 韓国         | 0  | 1  | 0  | 1  |
| 8  | フランス     | 0  | 0  | 3  | 3  |
| 9  | ブラジル     | 0  | 0  | 1  | 1  |
| 9  | 東ドイツ     | 0  | 0  | 1  | 1  |
| 9  | 北朝鮮       | 0  | 0  | 1  | 1  |